# Autranella congolensis
Pour les articles homonymes, voir Mukulungu (homonymie).
Genre
Espèce
Classification phylogénétique
Statut de conservation UICN

 CR A1cd : 
En danger critique
Autranella congolensis est une espèce de plantes à fleurs de la famille des Sapotaceae. C'est un arbre qui pousse en Afrique équatoriale occidentale. C'est la seule espèce actuellement acceptée du genre Autranella.
Cette espèce est en danger critique d'extinction. Elle vit au Cameroun, au Congo en République démocratique du Congo, au Gabon et au Nigeria.
Elle est aussi localement appelée « Mukulungu », ainsi que « Elanzok » ou « Elang » au Cameroun, et « Kabulungu » en République démocratique du Congo.

## Synonymes
- Mimusops congolensis De Wild.
- Mimusops boonei De Wild.
- Autranella boonei (De Wild.) A.Chev.
- Mimusops le-testui Lecomte
- Autranella le-testui (Lecomte) A.Chev.

### Autranella
- (en) Catalogue of Life : Autranella A.Chev. (consulté le 7 avril 2023)
- (en) NCBI : Autranella (taxons inclus)
- (en) UICN : taxon  Autranella  (consulté le 7 janvier 2023)
- (en) GRIN : genre Autranella  A. Chev. (+liste d'espèces contenant des synonymes)

### Autranella congolensis
- (en) Catalogue of Life : Autranella congolensis (De Wild.) A.Chev. (consulté le 16 décembre 2020)
- (en) NCBI : Autranella congolensis (taxons inclus)
- (en) UICN : espèce Autranella congolensis (De Wild.) A.Chev., 1917 (consulté le 13 mai 2015)
- Autranella congolensis sur Tervuren Xylarium